# آلیس سبالد
آلیس سبالد (به انگلیسی: Alice Sebold) (زاده ۶ سپتامبر ۱۹۶۳) نویسنده آمریکایی است. او با دومین رمان خود به نام استخوان‌های دوست‌داشتنی (۲۰۰۲) به شهرت رسید. دو رمان دیگر او، خوش شانس (۱۹۹۹) و ماه نیمه‌تمام (۲۰۰۷) نام دارند.

## زندگی و حرفه
سبالد در مدیسن، ویسکانسین به دنیا آمد و در حومه فیلادلفیا بزرگ شد. او در سال ۱۹۸۰ پس از آن‌که از دبیرستان گریت والی در مالورن پنسیلوانیا دانش‌آموخته شد به دانشگاه سیراکوز رفت. سبالد در نخستین سال تحصیل در دانشگاه در سن ۱۸ سالگی در راهروی آمفی‌تئاتر به طرز وحشیانه‌ای مورد ضرب و شتم و تجاوز جنسی قرار گرفت. او پس از چند ماه دوباره به سیراکوز بازگشت تا مقطع لیسانس را به پایان برساند. چند ماه بعد، آلیس هنگام قدم زدن در محوطه دانشگاه، فرد متجاوز را شناسایی و به ماموران امنیتی معرفی کرد که به دستگیری و محکومیت آن مرد انجامید.
سبالد پس از پایان تحصیل در سیراکوز، برای آموزش در دوره کارشناسی ارشد وارد دانشگاه هیوستون در تگزاس شد. او پس از آن به منهتن نقل مکان کرد و مدت ۱۰ سال در آنجا ماند. سبالد در شغل‌های مختلفی مشغول به‌کار شد و مدتی برای روزنامه‌های نیویورک تایمز و شیکاگو تریبیون مقاله می‌نوشت. او در سال ۱۹۹۹ نخستین رمان خود به نام خوش شانس را منتشر ساخت. دومین رمان او به نام استخوان‌های دوست‌داشتنی (۲۰۰۲) به شدت مورد استقبال مخاطبان قرار گرفت و به زبان‌های گوناگون از جمله زبان فارسی ترجمه شد. در سال ۲۰۰۹ فیلمی به همین نام بر پایه این رمان توسط پیتر جکسون ساخته شد.

## کتابشناسی
- خوش شانس (۱۹۹۹)
- استخوان‌های دوست‌داشتنی (۲۰۰۲)
- ماه نیمه‌تمام (۲۰۰۷)